# Rugby a 15 nel 1946

## Attività internazionale

### Altri test
| Reims 20 ottobre 1946 | Ile De France A | 33 – 0 | Belgio |  |

| Bussum 10 novembre 1946 | Paesi Bassi | 8 – 14 | Cecoslovacchia |  |

| Bruxelles 6 aprile 1946 | Belgio | 13 – 3 | Paesi Bassi |  |

## I Barbarians
Anche la squadra ad inviti dei Barbarians torna a giocare regolarmente, disputando i seguenti incontri:
| Northampton 28 febbraio 1946 | East Midlands | 6 – 20 | Barbarians |  |

| Penarth 19 aprile 1946 | Penarth RFC | 6 – 27 | Barbarians |  |

| Cardiff 20 aprile 1946 | Cardiff RFC | 9 – 10 | Barbarians | Arms Park |

| Swansea 22 aprile 1946 | Swansea RFC | 6 – 11 | Barbarians | Saint Helen's |

| Newport 23 aprile 1946 | Newport RFC | 11 – 6 | Barbarians | Rodney Parade |

| Leicester 27 dicembre 1946 | Leicester Tigers | 3 – 8 | Barbarians | Welford Road |

## Campionati nazionali
| Nuovo Galles del Sud | Shute Shield          | Eastern Suburbs  |
| Argentina            | Camp. di Buenos Aires | Pucarà           |
|                      | Argentino 1946        | Provincia        |
| Francia              | Campionato 1945-46    | Pau              |
|                      | Coppa                 | Stade toulousain |
| Italia               | Campionato 1945-46    | Amatori Milano   |
| Romania              | Campionato            | Sportul Bucarest |
| Spagna               | Copa del Rey          | FC Barcelona     |